# Tipula pantherina
Tipula pantherina är en tvåvingeart som beskrevs av Alexander 1941. Tipula pantherina ingår i släktet Tipula och familjen storharkrankar.
Artens utbredningsområde är Venezuela. Inga underarter finns listade i Catalogue of Life.